# Mayorga, Valladolid
Mayorga de Campos là một đô thị trong tỉnh Valladolid, Castile và León, Tây Ban Nha.
Đây là nơi sinh Saint Turibius de Mongrovejo.

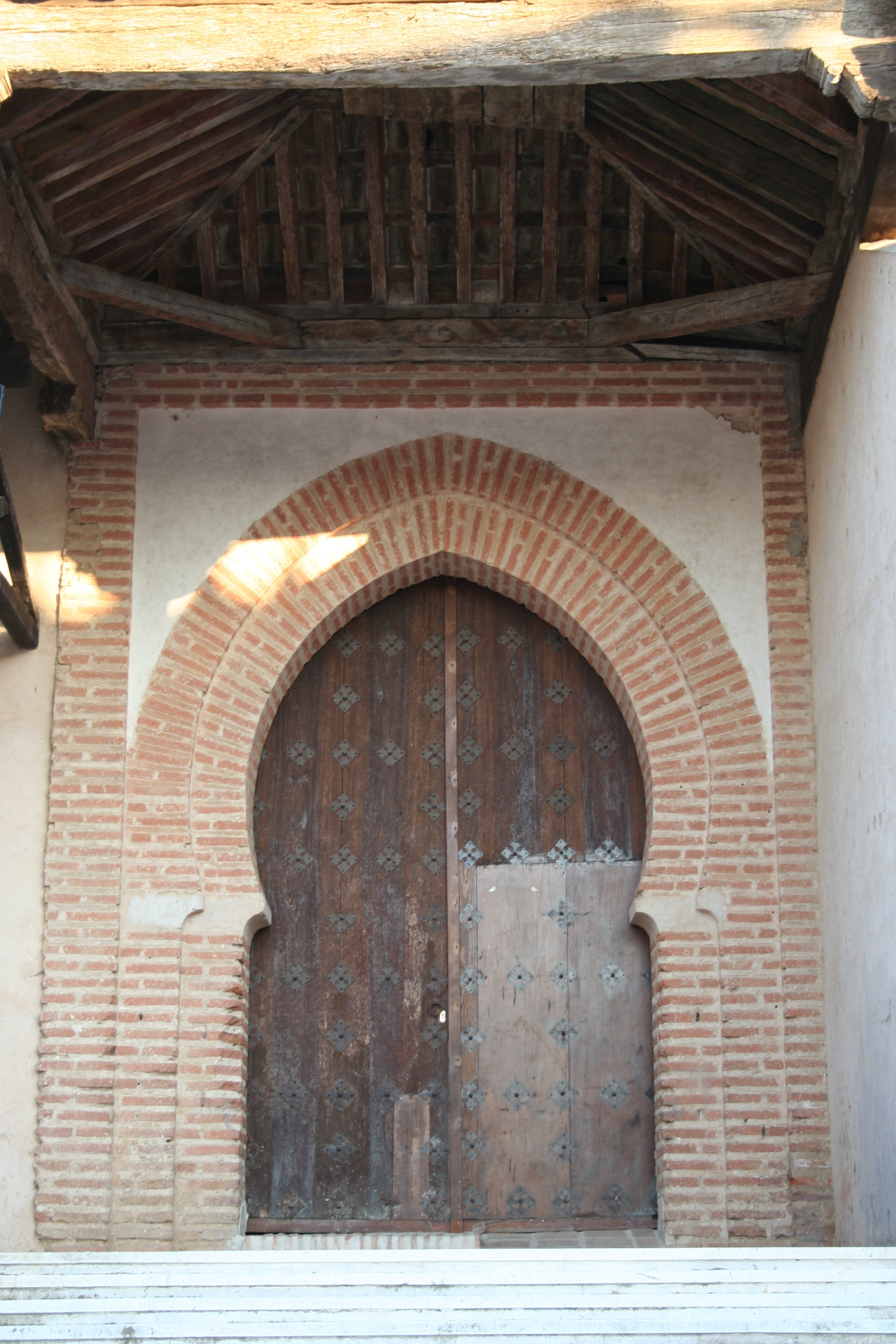
Church of Saint Marina (Santa Marina), Mayorga.